# 2000-es junior atlétikai világbajnokság
A 2000-es junior atlétikai világbajnokság volt a nyolcadik junior vb. 2000. október 17-től október 22-ig rendezték a chilei Santiagoban.

## Eredmények

### Férfiak
| Versenyszám        | Arany                                                                     | Arany       | Ezüst                                                                      | Ezüst      | Bronz                                                                         | Bronz      |
| ------------------ | ------------------------------------------------------------------------- | ----------- | -------------------------------------------------------------------------- | ---------- | ----------------------------------------------------------------------------- | ---------- |
| 100 m              | Jamie Harris · GBR                                                        | 10.12 CR    | Salem Mubarak Al-Yami · KSA                                                | 10.38      | Marc Burns · TRI                                                              | 10.40 PB   |
| 200 m              | Paul Gorries · RSA                                                        | 20.64       | Marcin Jedrusinski · POL                                                   | 20.87      | Timothy Benjamin · GBR                                                        | 20.94      |
| 400 m              | Hamdan Obah Al-Bishi · KSA                                                | 44.66 CR    | Brandon Simpson · JAM                                                      | 45.73 PB   | Shinji Ishikawa · JPN                                                         | 45.77 NJR  |
| 800 m              | Nicholas Wachira · KEN                                                    | 1:47.16     | Florent Lacasse · FRA                                                      | 1:47.61    | Antonio Manuel Reina · ESP                                                    | 1:47.90    |
| 1500 m             | Cornelius Chirchir · KEN                                                  | 3:38.80     | Wolfram Müller · GER                                                       | 3:39.37    | Philemon Kibet · KEN                                                          | 3:40.77 PB |
| 5000 m             | Gordon Mugi · KEN                                                         | 13:44.93    | Kenenisa Bekele · ETH                                                      | 13:45.43   | Cyrus Kataron · KEN                                                           | 13:46.12   |
| 10 000 m           | Robert Kipkorir Kipchumba · KEN                                           | 28:54.37    | Duncan Lebo · KEN                                                          | 28:58.39   | Abraha Hadush · ETH                                                           | 29:44.65   |
| 110 m gát          | Yuniel Hernández · CUB                                                    | 13.60 WLJ   | Thomas Blaschek · GER                                                      | 13.80      | Ladji Doucouré · FRA                                                          | 13.84      |
| 400 m gát          | Marek Plawgo · POL                                                        | 49.23 WLJ   | Pieter de Villiers · RSA                                                   | 50.52      | Ockert Cilliers · RSA                                                         | 50.58      |
| 3000 m akadály     | Raymond Yator · KEN                                                       | 8:16.34 CR  | David Chemweno · KEN                                                       | 8:31.95 PB | Abdelatif Chemlal · MAR                                                       | 8:43.57    |
| 10 000 m gyaloglás | Cristián David Berdeja · MEX                                              | 40:56.47 SB | Yevgeniy Demkov · RUS                                                      | 40:56.53   | Viktor Burayev · RUS                                                          | 40:56.57   |
| 4 × 100 m váltó    | GBR · Tyrone Edgar · Dwayne Grant · Timothy Benjamin · Mark Lewis-Francis | 39.05 CR    | FRA · Ronald Pognon · Fabrice Calligny · Ladji Doucoure · Leslie Djhone    | 39.33 NJR  | JPN · Takashi Mogi · Kazuya Kitamura · Yusuke Omae · Hisashi Miyazaki         | 39.47 NJR  |
| 4 × 400 m váltó    | JAM · Sekou Clarke · Aldwyn Sappleton · Pete Coley · Brandon Simpson      | 3:06.06 WLJ | GER · Sebastian Gatzka · Christian Duma · Steffen Hönig · Bastian Swillims | 3:06.79    | POL · Rafal Wieruszewski · Karol Terejlis · Adrian Galaszewski · Marek Plawgo | 3:07.05 SB |
| magasugrás         | Jacques Freitag · RSA                                                     | 2.24        | Germaine Mason · JAM                                                       | 2.24 NJR   | Tomasz Smialek · POL                                                          | 2.21 PB    |
| rúdugrás           | Aleksey Khanafin · RUS                                                    | 5.30        | Aleksandr Korchmyd · UKR                                                   | 5.30       | Rocky Danners · USA                                                           | 5.20       |
| távolugrás         | Cai Peng · CHN                                                            | 7.88        | Vladimir Zyuskov · UKR                                                     | 7.84 PB    | Yoelmis Pacheco · CUB                                                         | 7.71       |
| hármasugrás        | Marian Oprea · ROM                                                        | 16.41       | Yoandri Betanzos · CUB                                                     | 16.34      | Mohammed Hamdi Awadh · QAT                                                    | 16.29      |
| súlylökés          | Rutger Smith · NED                                                        | 19.48 CR    | Ivan Yushkov · RUS                                                         | 19.06      | Tomasz Chrzanowski · POL                                                      | 19.00 NJR  |
| diszkoszvetés      | Hannes Hopley · RSA                                                       | 59.51 NJR   | Niklas Arrhenius · SWE                                                     | 59.19 PB   | Rutger Smith · NED                                                            | 58.70      |
| gerelyhajítás      | Gerhardus Pienaar · RSA                                                   | 78.11 NJR   | Andreas Thorkildsen · NOR                                                  | 76.34 NJR  | Park Jae-Myong · KOR                                                          | 72.36      |
| kalapácsvetés      | Esref Apak · TUR                                                          | 69.97 NJR   | Dylan Armstrong · CAN                                                      | 67.50      | Aaron Fish · AUS                                                              | 67.44      |
| tízpróba           | Dennis Leyckes · GER                                                      | 7897 CR     | David Gómez · ESP                                                          | 7772 NJR   | André Niklaus · GER                                                           | 7712 PB    |

### Nők
| Versenyszám        | Arany                                                                      | Arany       | Ezüst                                                                     | Ezüst       | Bronz                                                                     | Bronz        |
| ------------------ | -------------------------------------------------------------------------- | ----------- | ------------------------------------------------------------------------- | ----------- | ------------------------------------------------------------------------- | ------------ |
| 100 m              | Veronica Campbell · JAM                                                    | 11.12 CR    | Katchi Habel · GER                                                        | 11.39 PB    | Fana Ashby · TRI                                                          | 11.47        |
| 200 m              | Veronica Campbell · JAM                                                    | 22.87 CR    | Sina Schielke · GER                                                       | 23.20       | Vida Anim · GHA                                                           | 23.81        |
| 400 m              | Jana Pittman · AUS                                                         | 52.45       | Aneta Lemiesz · POL                                                       | 52.78 NJR   | Norma González · COL                                                      | 53.30        |
| 800 m              | Jebet Langat · KEN                                                         | 2:01.51     | Georgie Clarke · AUS                                                      | 2:02.28     | Lucia Klocová · SVK                                                       | 2:04.00 PB   |
| 1500 m             | Abebech Negussie · ETH                                                     | 4:19.93     | Rose Kosgei · KEN                                                         | 4:20.16     | Georgie Clarke · AUS                                                      | 4:20.21      |
| 3000 m             | Beatrice Jepchumba · KEN                                                   | 9:08.80     | Jane Chepkoech · KEN                                                      | 9:10.05     | Etalemahu Kidane · ETH                                                    | 9:11.55 PB   |
| 5000 m             | Dorcus Inzikuru · UGA                                                      | 16:21.32    | Meseret Defar · ETH                                                       | 16:23.69    | Sharon Cherop · KEN                                                       | 16:23.73     |
| 100 m gát          | Susanna Kallur · SWE                                                       | 13.02 WLJ   | Fanny Gérance · FRA                                                       | 13.21 PB    | Adrianna Lamalle · FRA                                                    | 13.27        |
| 400 m gát          | Jana Pittman · AUS                                                         | 56.27       | Marjolein de Jong · NED                                                   | 56.50       | Melaine Walker · JAM                                                      | 56.96 NJR    |
| 10 000 m gyaloglás | Lyudmila Yefimkina · RUS                                                   | 44:07.74    | Tatyana Kozlova · RUS                                                     | 44:24.43 PB | Sabine Zimmer · GER                                                       | 46:49.97 NJR |
| 4 × 100 m váltó    | GER · Christa Kaufmann · Sina Schielke · Kerstin Grötzinger · Katchi Habel | 43.91 WLJ   | JAM · Veronica Campbell · Nadine Palmer · Kerron Stewart · Nolle Graham   | 44.05 SB    | SWE · Emma Rienas · Jenny Kallur · Susanna Kallur · Linda Fernström       | 44.78 NJR    |
| 4 × 400 m váltó    | GBR · Kim Wall · Jennifer Meadows · Helen Thieme · Lisa Miller             | 3:33.82 WLJ | JAM · Sheryl Morgan · Kareen Gayle · Anneisha McLaughlin · Melanie Walker | 3:33.99 SB  | ROM · Adela Diana Marchis · Liliana Barbulescu · Maria Rus · Alina Ripanu | 3:34.49      |
| magasugrás         | Blanka Vlašić · CRO                                                        | 1.91        | Marina Kuptsova · RUS                                                     | 1.88        | Marizca Gertenbach · RSA                                                  | 1.88 PB      |
| rúdugrás           | Jelena Iszinbajeva · RUS                                                   | 4.20 CR     | Annika Becker · GER                                                       | 4.10        | Vanessa Boslak · FRA · Juhász Fanni · HUN                                 | 4.10 4.10 SB |
| távolugrás         | Concepción Montaner · ESP                                                  | 6.47        | Zhou Yangxia · CHN                                                        | 6.45        | Kumiko Ikeda · JPN                                                        | 6.43 NJR     |
| hármasugrás        | Anastasiya Ilyina · RUS                                                    | 14.24       | Anna Pyatykh · RUS                                                        | 14.18 PB    | Dana Veldáková · SVK                                                      | 13.92 NJR    |
| súlylökés          | Kathleen Kluge · GER                                                       | 17.37 PB    | Li Meiju · CHN                                                            | 16.57       | Natallia Kharaneka · BLR                                                  | 16.40        |
| diszkoszvetés      | Xu Shaoyang · CHN                                                          | 54.41       | Jana Tucholke · GER                                                       | 53.97 PB    | Olga Goncharenko · BLR                                                    | 53.64        |
| gerelyhajítás      | Jarmila Klimešová · CZE                                                    | 52.82       | Inga Kožarenoka · LAT                                                     | 54.64       | Galina Kakhova · BLR                                                      | 54.26        |
| kalapácsvetés      | Ivana Brkljacic · CRO                                                      | 62.22 CR    | Virginia Balut · ROM                                                      | 60.23 PB    | Yunaika Crawford · CUB                                                    | 59.98        |
| hétpróba           | Carolina Klüft · SWE                                                       | 6056 WLJ    | Lidiya Bashlykova · RUS                                                   | 5898        | Sanna Saarman · FIN                                                       | 5707         |